# Tour de Corse 1987
Le Tour de Corse 1987 (31e Tour de Corse), disputé du 7 au 9 mai 1987, est la cent-soixante-cinquième manche du championnat du monde des rallyes (WRC) courue depuis 1973, et la cinquième manche du championnat du monde des rallyes 1987. C'est également la quatrième manche du championnat de France des rallyes 1987.

## Classement général
| Pos | No | Pilote            | Copilote           | Voiture                 | Temps           | Écart         | Groupe |
| --- | -- | ----------------- | ------------------ | ----------------------- | --------------- | ------------- | ------ |
| 1   | 10 | Bernard Béguin    | Jean-Jacques Lenne | BMW M3                  | 7 h 22 min 30 s |               | A      |
| 2   | 9  | Yves Loubet       | Jean-Bernard Vieu  | Lancia Delta HF 4WD     | 7 h 24 min 38 s | + 2 min 08 s  | A      |
| 3   | 6  | Massimo Biasion   | Tiziano Siviero    | Lancia Delta HF 4WD     | 7 h 24 min 58 s | + 2 min 28 s  | A      |
| 4   | 3  | Jean Ragnotti     | Pierre Thimonier   | Renault 11 Turbo        | 7 h 25 min 11 s | + 2 min 41 s  | A      |
| 5   | 8  | François Chatriot | Michel Périn       | Renault 11 Turbo        | 7 h 27 min 05 s | + 4 min 35 s  | A      |
| 6   | 14 | Marc Duez         | Georges Biar       | BMW M3                  | 7 h 37 min 58 s | + 15 min 28 s | A      |
| 7   | 15 | Carlos Sainz      | Antonio Boto       | Ford Sierra RS Cosworth | 7 h 41 min 16 s | + 18 min 46 s | A      |
| 8   | 11 | Didier Auriol     | Bernard Occelli    | Ford Sierra RS Cosworth | 7 h 44 min 16 s | + 21 min 46 s | A      |
| 9   | 16 | Alain Oreille     | Sylvie Oreille     | Renault 11 Turbo        | 7 h 50 min 08 s | + 27 min 38 s | A      |
| 10  | 19 | Laurent Poggi     | Jean-Paul Chiaroni | Volkswagen Golf GTI     | 7 h 52 min 52 s | + 30 min 22 s | N      |